# Протитанкова зброя

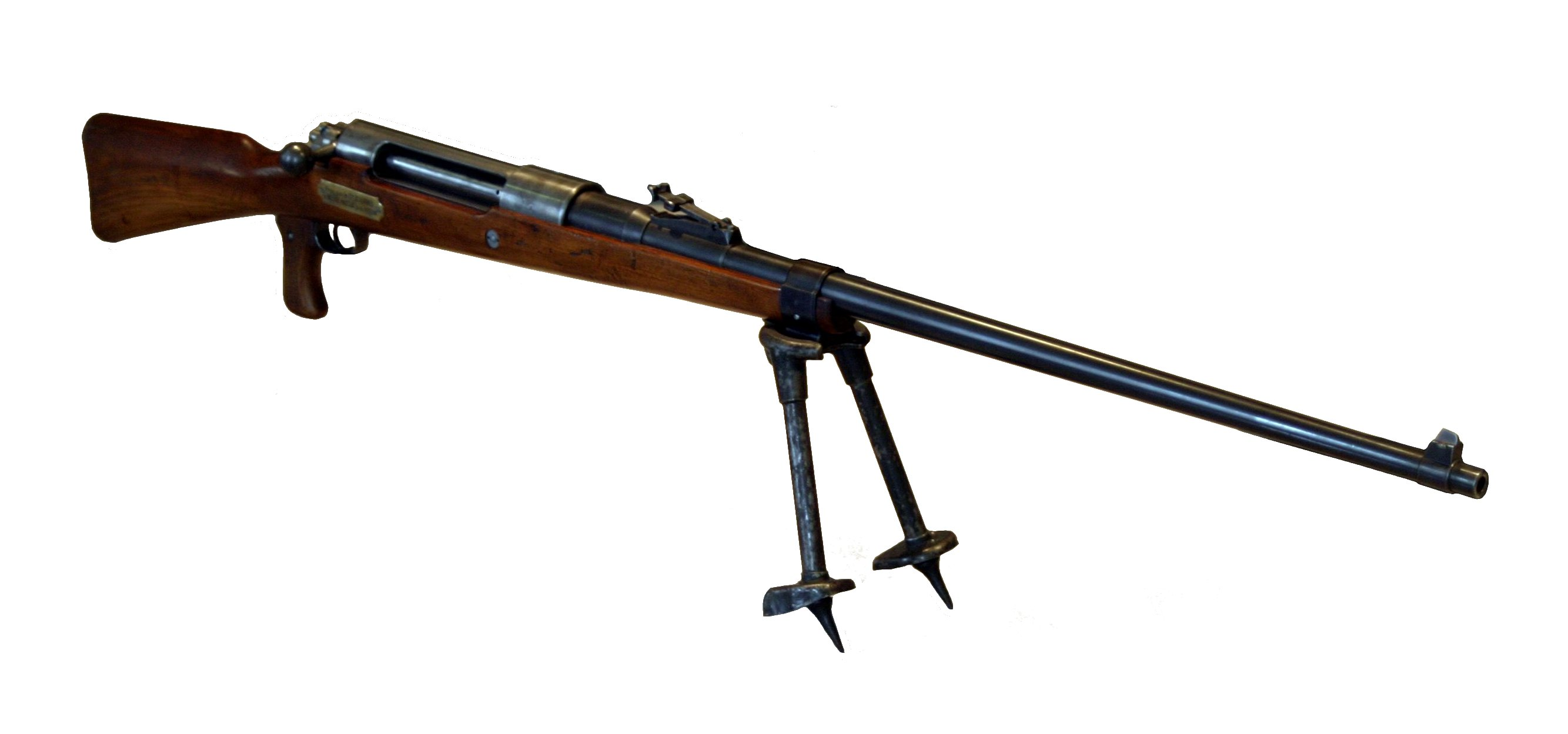
Німецька протитанкова рушниця Танкгевер M1918

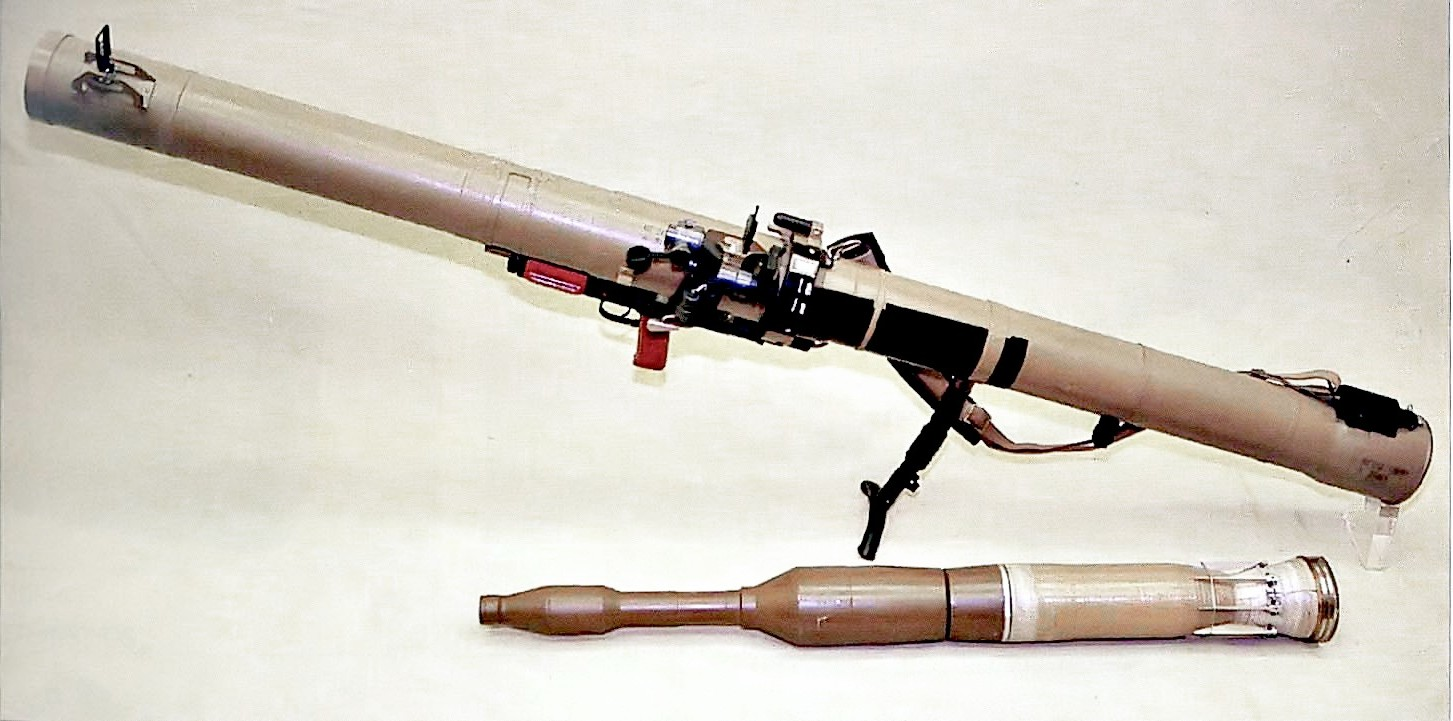
Реактивна протитанкова граната РПГ-29. СРСР

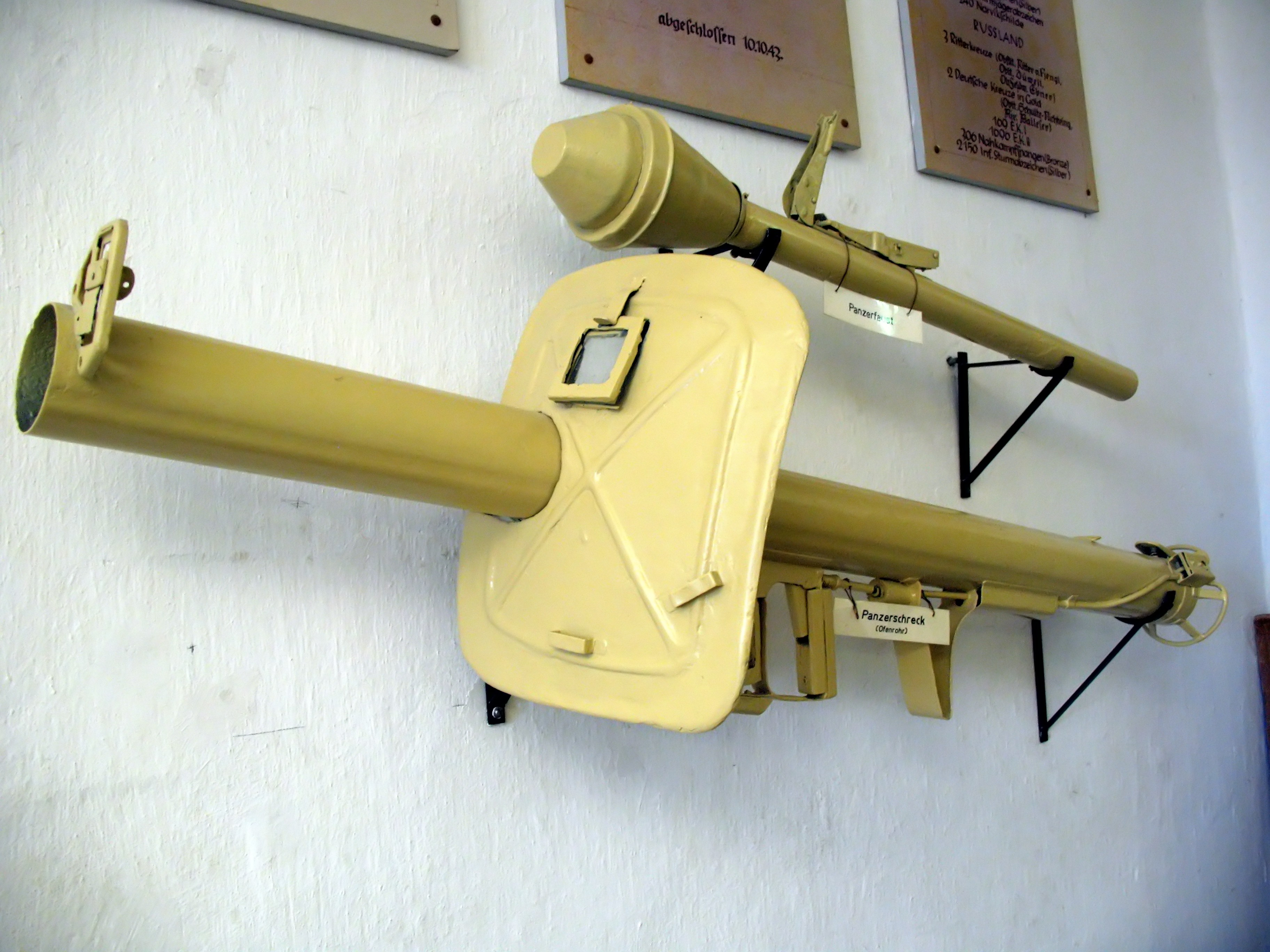
Панцершрек та Панцерфауст — основна протитанкова зброя Вермахту в часи Другої світової війни

Протита́нкова збро́я — зброя або споруди для враження танків, САУ, броньованої і неброньованої техніки, а також живої сили в оборонних спорудженнях різного типу. До протитанкової зброї відноситься протитанкові рушниці, гранатомети, гранати, міни, бомби, самохідні артилерійські установки, протитанкові керовані ракети, вертольоти, фортифікаційні споруди та загородження тощо.

## Історія
Найраніше за все, ручна зброя, яка почала застосовуватися проти танків — це німецькі протитанкові рушниці — «Танкгевер M1918» — наприкінці Першої Світової війни проти англійських і французьких танків. Ці рушниці продемонстрували украй низьку ефективність — за допомогою ПТР було знищено лише 7 французьких танків. Відносній простоті виготовлення ПТР, рухливості обслуги і зручності маскування вогневої точці відповідають так само і низька ефективність цього типу зброї.
У роки другої світової війни з'явилися ручні протитанкові гранати з кумулятивними головними частинами, наприклад РПГ-43 і її модифікація РПГ-6. 60-мм (2,36-дюймова) базука М1 прийнята на озброєння американської армії в 1942 році. У 1944 році була запущена у виробництво нова модель базуки — М9. Образ непереможності танків в порівнянні з піхотою померкнув з появою протитанкових рушниць «Панцершрек» і «Офенрор», а остаточно припинив існування після появи в серпні 1943 року протитанкових гранатометів одноразового використання «Фаустпатрон». Однак незважаючи на усі переваги Фаустпатрона, його суттєвими недоліками були точність та дальність ураження. Тому у 1944 році компанія Ruhrstahl створила Х-7, перший у світі прототип керованої протитанкової ракети з дротовим наведенням. Ця система мала кумулятивну бойову частину і керування за принципом MCLOS (Manual Command to Line of Sight). X-7 була легкою двоступеневою ракетою з керуванням по дротах, що дозволяло оператору наводити її на ціль на відстані до 1200 метрів. Бойова частина масою 2,5 кг забезпечувала бронепробивність до 200 мм, що дозволяло ефективно боротися з більшістю ворожих танків того часу. Ця розробка стала прототипом усіх сучасних ПТУР-ів.

## Список
Нижче наведено список озброєння, спеціально розробленого або типово застосовуваного для ураження бронетехніки.
- Протитанкова граната
- Протитанкова міна
- Протитанкова рушниця
- Реактивна протитанкова граната
- Ручний протитанковий гранатомет
- Протитанкова артилерія
  - Протитанкова граната
  - Винищувач танків
- Протитанкова керована ракета
  - Протитанковий ракетний комплекс
  - Ракета «повітря — поверхня»
- Протитанковий пес
- Дрон-камікадзе
  - FPV-дрон